# Ерик Монгрен
Ерик Монгрен (на английски: Erik Mongrain) е канадски китарист, известен с оригинален стил на свирене на акустична китара.

## Биография
Той първоначално се научава да свири на електрическа китара на 14-годишна възраст. След като се запознава с творчеството на Бах, у него възниква интерес към класическата и акустичната китара. Той се научава да чете ноти и да композира.
Първоначално Монгрен е повлиян от Металика, Джими Хендрикс и Кърт Кобейн. След като обаче на 18-годишна възраст чува изпълнение на Дон Рос, което за него е като откровение, той разбира, че това е неговата ниша. Той също така е вдъхновен от произведенията на Майкъл Хеджес. Монгрен започва да експериментира с лап-тапинг – техника, при която китаристът оставя китарата на скута си и свири с двете си ръце.
Освен в родната си Канада, Ерик Монгрен изнася концерти в САЩ и Англия. През лятото на 2007 г. той предприема турне в Западна Европа. Първият му албум „Fates“ е записан през декември 2006 г. и пуснат на пазара през май 2007 в Япония.